# Lăng nhăng
Lăng nhăng là thực hành quan hệ tình dục thường xuyên bừa bãi với các đối tác khác nhau hoặc bừa bãi trong việc lựa chọn bạn tình. Thuật ngữ này có thể mang một phán quyết đạo đức nếu lý tưởng xã hội cho hoạt động tình dục là mối quan hệ một vợ một chồng. Một ví dụ phổ biến về hành vi được xem là lăng nhăng bởi nhiều nền văn hóa là tình một đêm và tần suất của nó được các nhà nghiên cứu sử dụng như một dấu hiệu cho sự lăng nhăng. Những hành vi tình dục được coi là lăng nhăng khác nhau giữa các nền văn hóa, cũng như sự phổ biến của lăng nhăng. Các tiêu chuẩn khác nhau thường được áp dụng cho các giới tính và đạo luật dân sự khác nhau. Theo truyền thống, các nhà nữ quyền cho rằng một tiêu chuẩn kép đáng kể tồn tại giữa cách đàn ông và phụ nữ bị đánh giá là lăng nhăng. Trong lịch sử, những thành kiến của người phụ nữ lăng nhăng có xu hướng tiêu cực, chẳng hạn như "đĩ", "điếm", gái dâm lẳng lơ, lăng loàn, trong khi các hình mẫu nam đã thay đổi nhiều hơn, một số biểu hiện tán thành, như "đào hoa" hoặc "tay chơi", trong khi những người khác ngụ ý sự lệch lạc xã hội, chẳng hạn như "người phụ nữ" hoặc "người lang thang". Một nghiên cứu khoa học được công bố vào năm 2005 cho thấy đàn ông và phụ nữ lăng nhăng đều dễ bị phán xét xúc phạm. Lăng nhăng là phổ biến ở nhiều loài động vật. Một số loài có hệ thống giao phối bừa bãi, từ đa phu và đa thê đến hệ thống giao phối không có mối quan hệ ổn định trong đó giao phối giữa hai cá thể là một sự kiện một lần. Nhiều loài hình thành liên kết cặp ổn định, nhưng vẫn giao phối với các cá thể khác ngoài cặp. Trong sinh học, các sự cố lăng nhăng ở các loài hình thành liên kết cặp thường được gọi là giao phối cặp đôi.